# Нижняя Волчья
Нижняя Волчья (укр. Нижня Вовча) — село в Добромильской городской общине Самборского района Львовской области Украины.
Население по переписи 2001 года составляло 523 человека. Занимает площадь 2,003 км². Почтовый индекс — 82024. Телефонный код — 3238.

## История
В 1946 г. указом ПВС УССР село Волчья Долишная переименовано в Нижнюю Волчью.